# Computer und Recht
Computer und Recht (CR) ist eine seit 1985 monatlich erscheinende juristische Fachzeitschrift aus dem Verlag Dr. Otto Schmidt. Sie veröffentlicht Beiträge zur Rechtsprechung aus allen Rechtsgebieten mit Bezug zum Computerrecht, dem Telekommunikationsrecht und dem Medienrecht. Kooperationspartner ist die Deutsche Gesellschaft für Recht und Informatik.

## Schriftleiter
- Michael Bartsch
- Malte Grützmacher
- Niko Härting
- Sven-Erik Heun
- Thomas Heymann
- Jochen Schneider
- Fabian Schuster
- Indra Spiecker genannt Döhmann
- Gerald Spindler †

## Redaktion
- Ulrich Gasper (verantwortlicher Redakteur)
- Veronika Schindhelm (Redaktionsassistentin)